# Uerkheim
Uerkheim (gsw. Üerke) – gmina (niem. Einwohnergemeinde) w Szwajcarii, w kantonie Argowia, w okręgu Zofingen. Liczy 1 342 mieszkańców (31 grudnia 2020). Leży nad rzeką Uerke.